# .gg
.gg је највиши Интернет домен државних кодова (ccTLD) за Бејливик Гернзи. Администриран је од стране Острвских Мрежа.